# Anschlussdose (Telefon)
Anschlussdose (ADo) ist die Bezeichnung für mehrere ehemals bei den deutschen Postbehörden verwendete Stecksysteme für Telefonanschlüsse mit a/b-Schnittstelle. Alle Verbindungen waren vom Anwender steckbar, im Gegensatz zum zeitgenössischen VDo-System mit fest verbundenen Anschlüssen. Sie wurden eingesetzt, wenn der Teilnehmer sein Telefon wahlweise in verschiedenen Räumen betreiben wollte oder eine private Zusatzeinrichtung (ZPr) an seine Anschlussleitung anschalten wollte. Man sprach dann von einer Anschlussdosenanlage (ADoAnl). Ab 1987 wurde das TAE-System bei der Deutschen Bundespost eingeführt und löste das ADo-System wie auch das VDo-System ab. Mit der Deutschen Wiedervereinigung im Jahre 1990 wurde das TAE-System zum gesamtdeutschen Standard.

## Anschlussdosenanlage
Grundsätzlich war im Bereich der Bundespost in einer Anschlussdosenanlage für Telefonapparate, bei der kein Telefon fest mit der Anschlussleitung verbunden war, ein zweiter Wecker (W2) einzubauen, der ankommende Anrufe auch bei nicht gestecktem Telefon signalisierte und das Messen von der zentralen Prüfeinrichtung aus ermöglichte.

## ADo ZB 50
Bei der in den 1930er Jahren eingeführten Anschlussdosenanlage ZB 50 (Zentralbatterie 50) wurden unter anderem ein vierpoliger Walzenstecker (ADoS ZB 27) und eine fünfpolige Anschlussdose „ADo ZB 50“ (alte Bezeichnung W 34) verwendet. Die „ADo ZB 50“ gab es als Auf- und Unterputzdose, in den Farben Schwarz oder Elfenbein. Das System wurde von beiden deutschen Postbehörden verwendet.

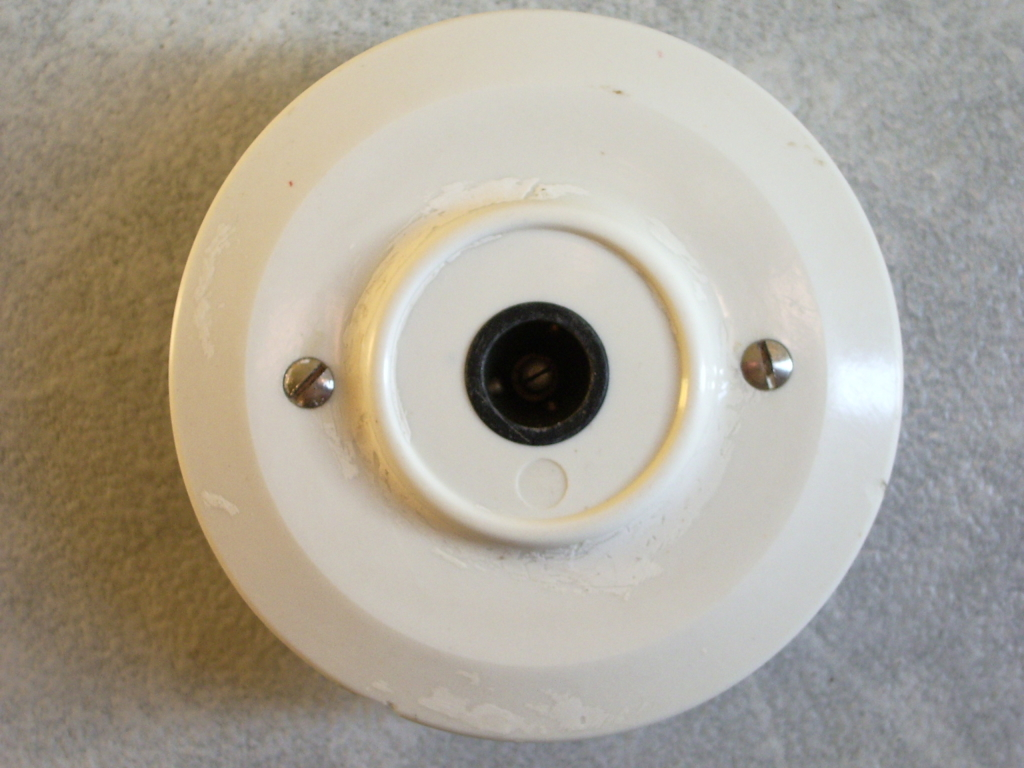
Anschlussdose ADo ZB 50
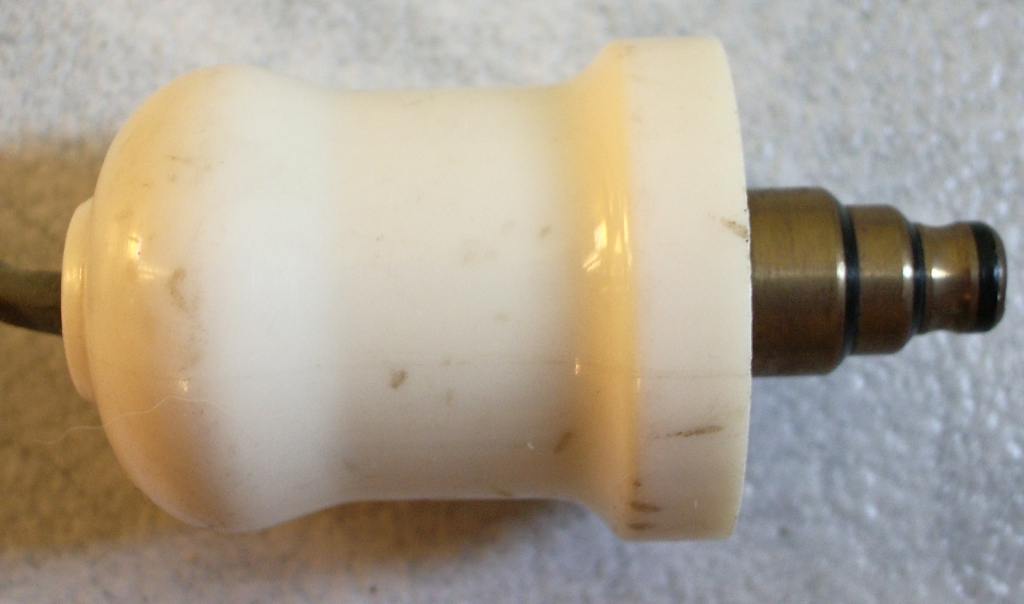
Vierpoliger Walzenstecker ADoS ZB 27
Innenansicht der ADo ZB 50

### Kontaktbelegung ADo ZB 50 (W 34)
| Anschluss | Zuordnung  | Verwendung                                      |
| --------- | ---------- | ----------------------------------------------- |
| a         | Leitung La | Anschlussleitung a-Ader                         |
| b         | Leitung Lb | Anschlussleitung b-Ader                         |
| W2        | Wecker W   | Anschluss für Zusatzwecker                      |
| c         | Erde E     | Anschluss für Erdtaste                          |
| a1        | Leitung a  | geschaltete Leitung a für nächste Anschlussdose |

### Kontaktbelegung Walzenstecker – ADoS ZB 27
| Anschluss | Zuordnung  | Verwendung                 |
| --------- | ---------- | -------------------------- |
| a         | Leitung La | Anschlussleitung a-Ader    |
| b         | Leitung Lb | Anschlussleitung b-Ader    |
| W2        | Wecker W   | Anschluss für Zusatzwecker |
| c         | Erde E     | Anschluss für Erdtaste     |

## ADo4 und ADo8
Als Nachfolger der ZB 50 wurde von der Deutschen Bundespost die Anschlussdosenanlage 94 eingeführt. Dafür wurden Anschlussdose 94 (ADo 945) und der Stecker ADoS 945 entwickelt. Die „ADo 945“ gab es als vier- und achtpolige Aufputz- und Unterputzdose. Diese beiden Anschlussdosen wurden später als „ADo 4“ und „ADo 8“ bezeichnet.
Diese Anschlussdosen wurden von etwa 1963 bis zur Einführung der TAE-Dose 1987 von der Bundespost verbaut, wobei die vierpoligen Anschlussdosen hauptsächlich für Standardtelefone verwendet wurden. Die achtpolige Ausführung wurde für private Zusatzeinrichtungen wie Anrufbeantworter, automatische Wählgeräte, Modems oder später auch analoge Faxgeräte verwendet, aber auch für Fernsprecher mit A2-Schaltung eingesetzt.
Die Anschlussschnüre der Endgeräte waren mit einem entsprechenden Anschlussdosen-Stecker (ADoS) bestückt. Alle Öffnungsmöglichkeiten von Anschlussdosen und daran angeschlossenen Geräten wurden zu Zeiten der Deutschen Bundespost mit Plomben versehen, um unbefugtes Öffnen und damit Manipulationsversuche erkennen zu können.

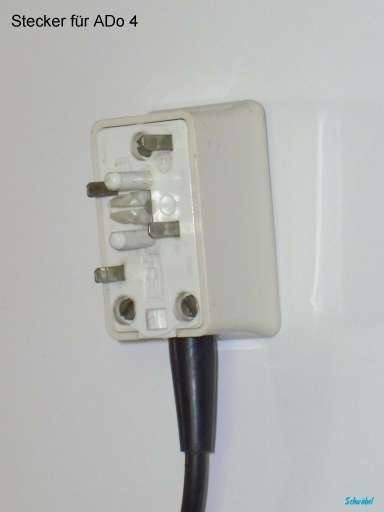
Stecker ADoS 4
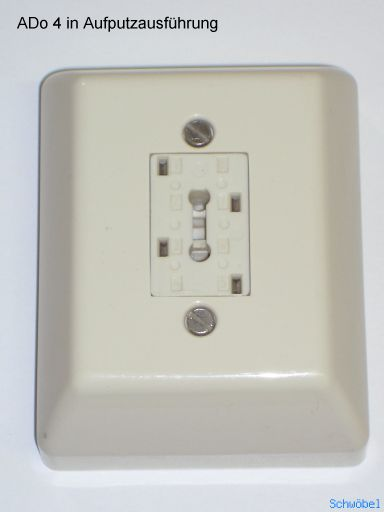
Aufputzdose ADo 4
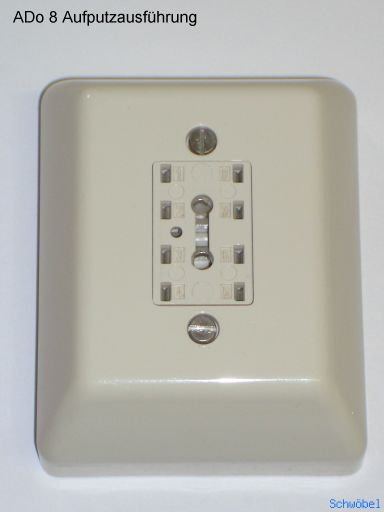
Aufputzdose ADo 8
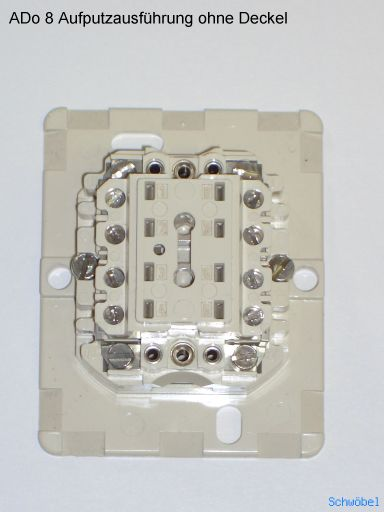
ADo 8 ohne Deckel
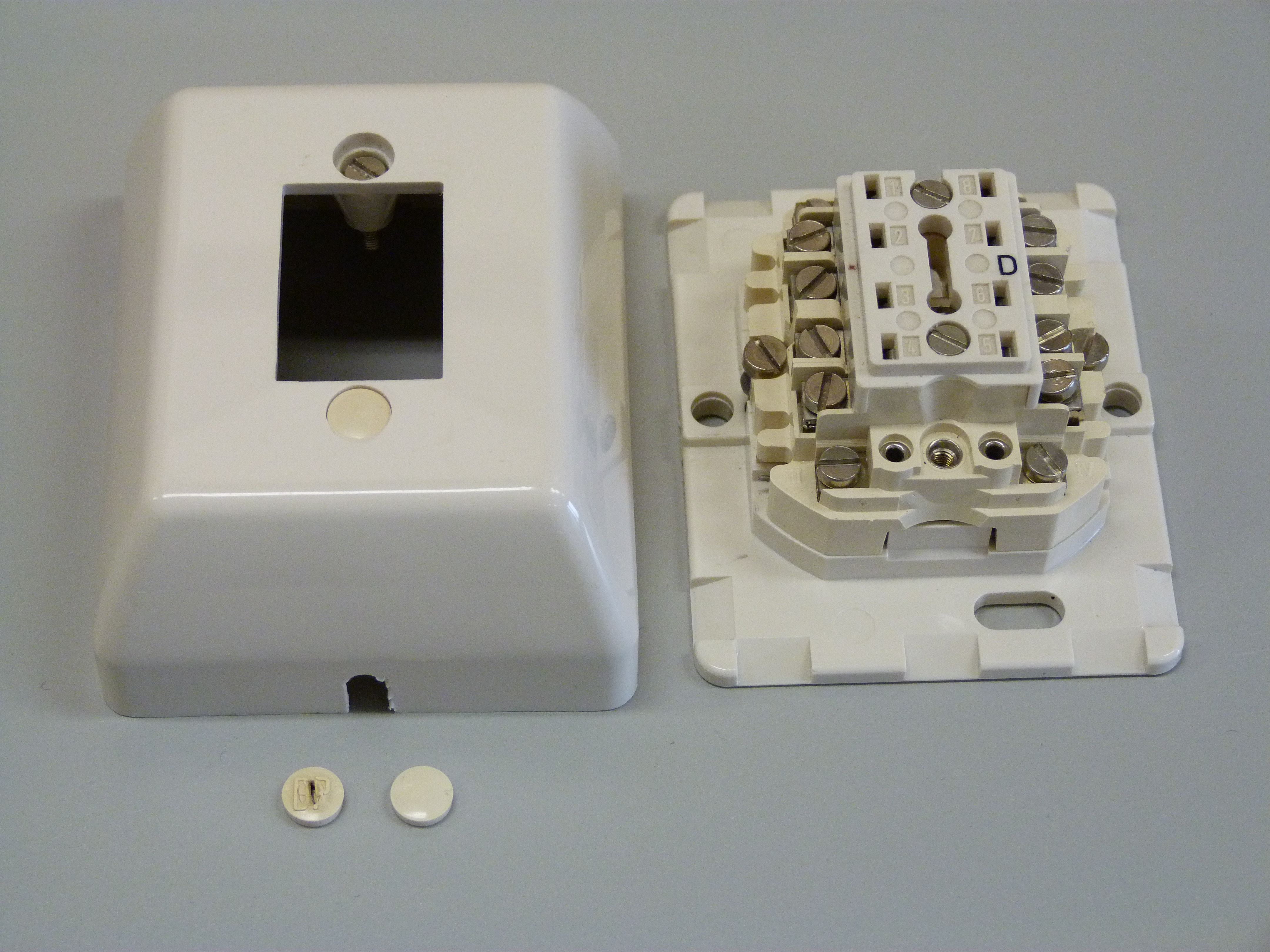
ADo 8 geöffnet, mit Plomben
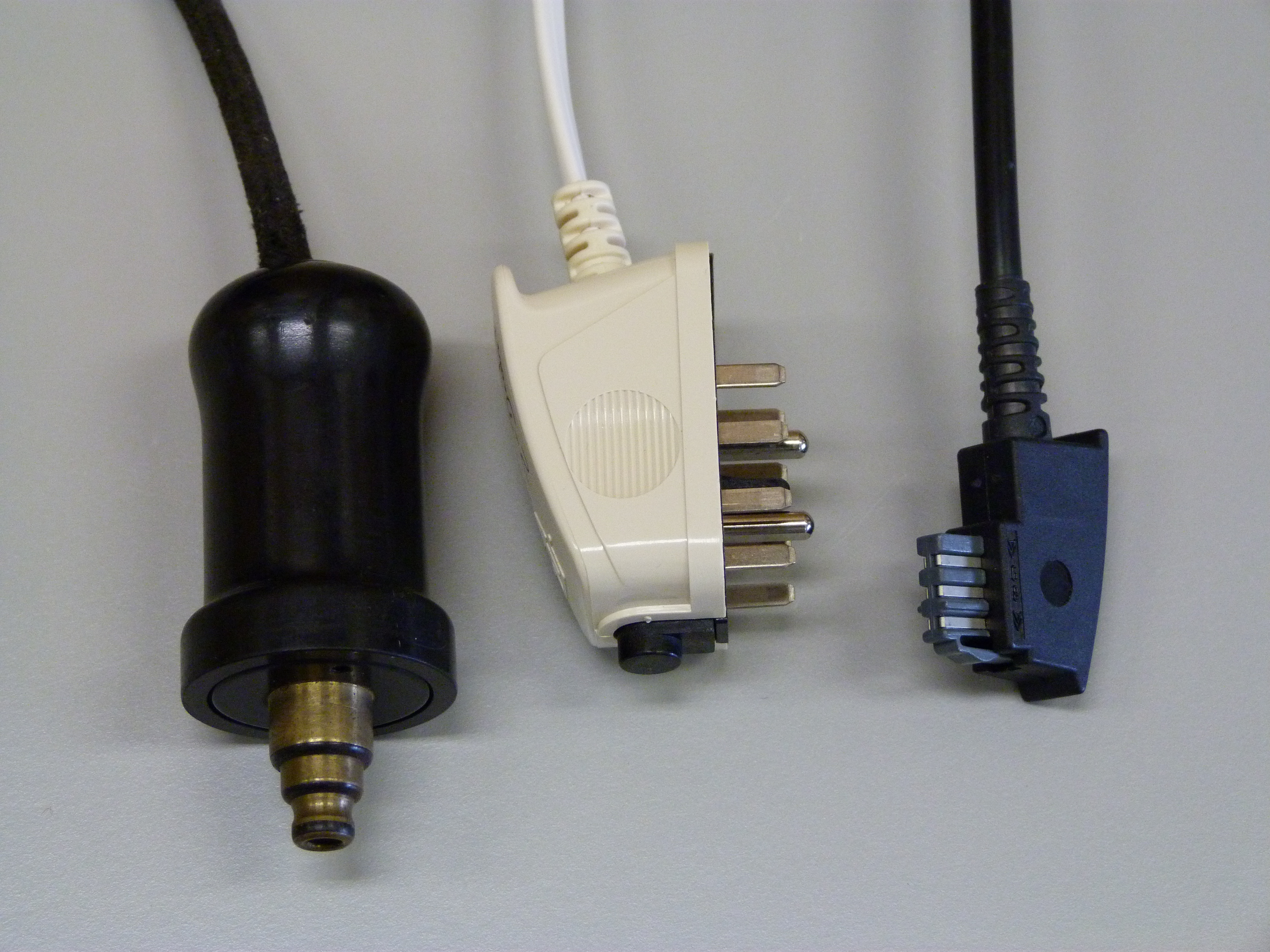
Walzenstecker, ADoS und TAE-Stecker
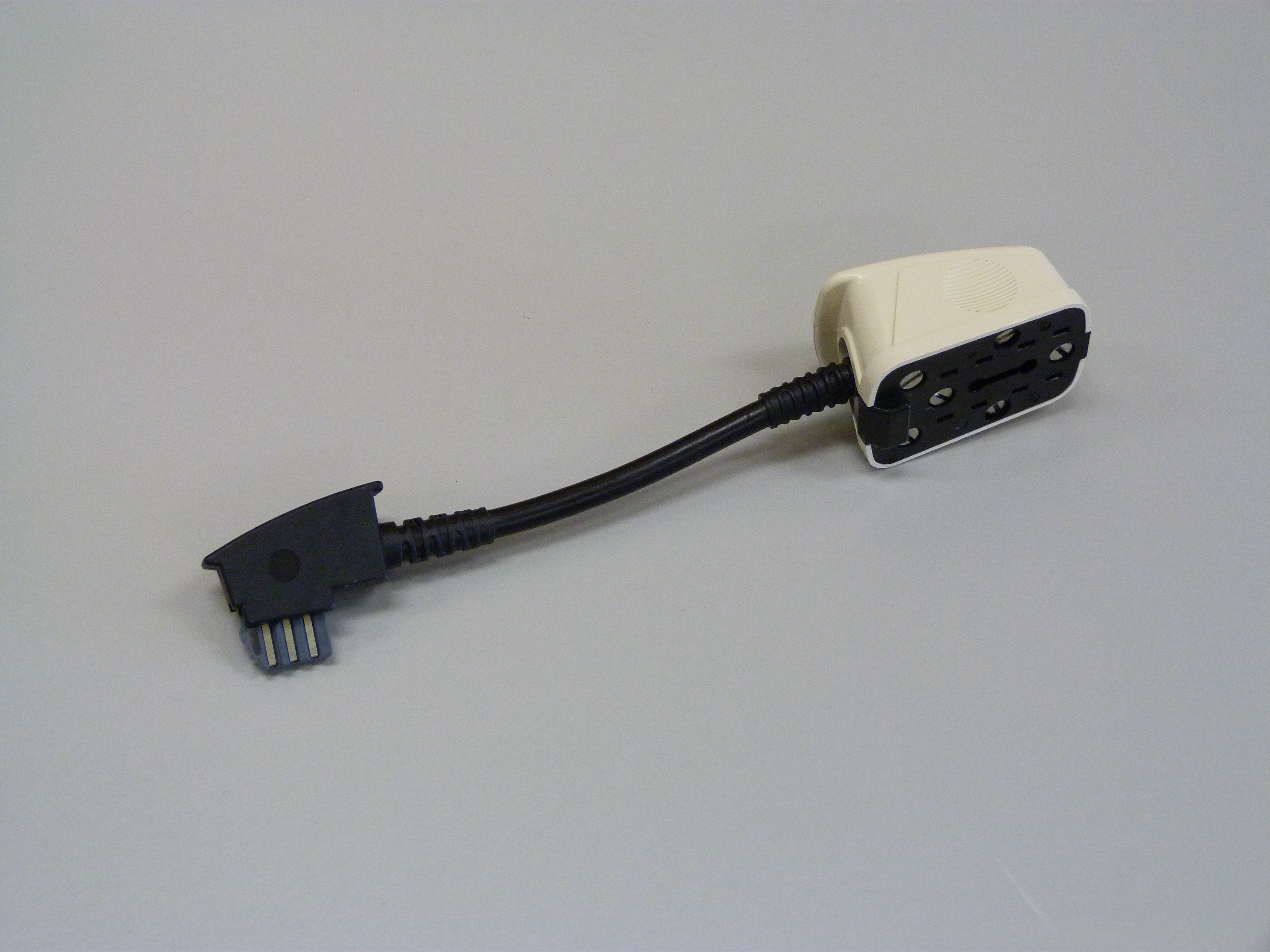
Anschlussdosenkupplung ADoK, Anschlussmöglichkeit für ältere Geräte an einen TAE-Anschluss
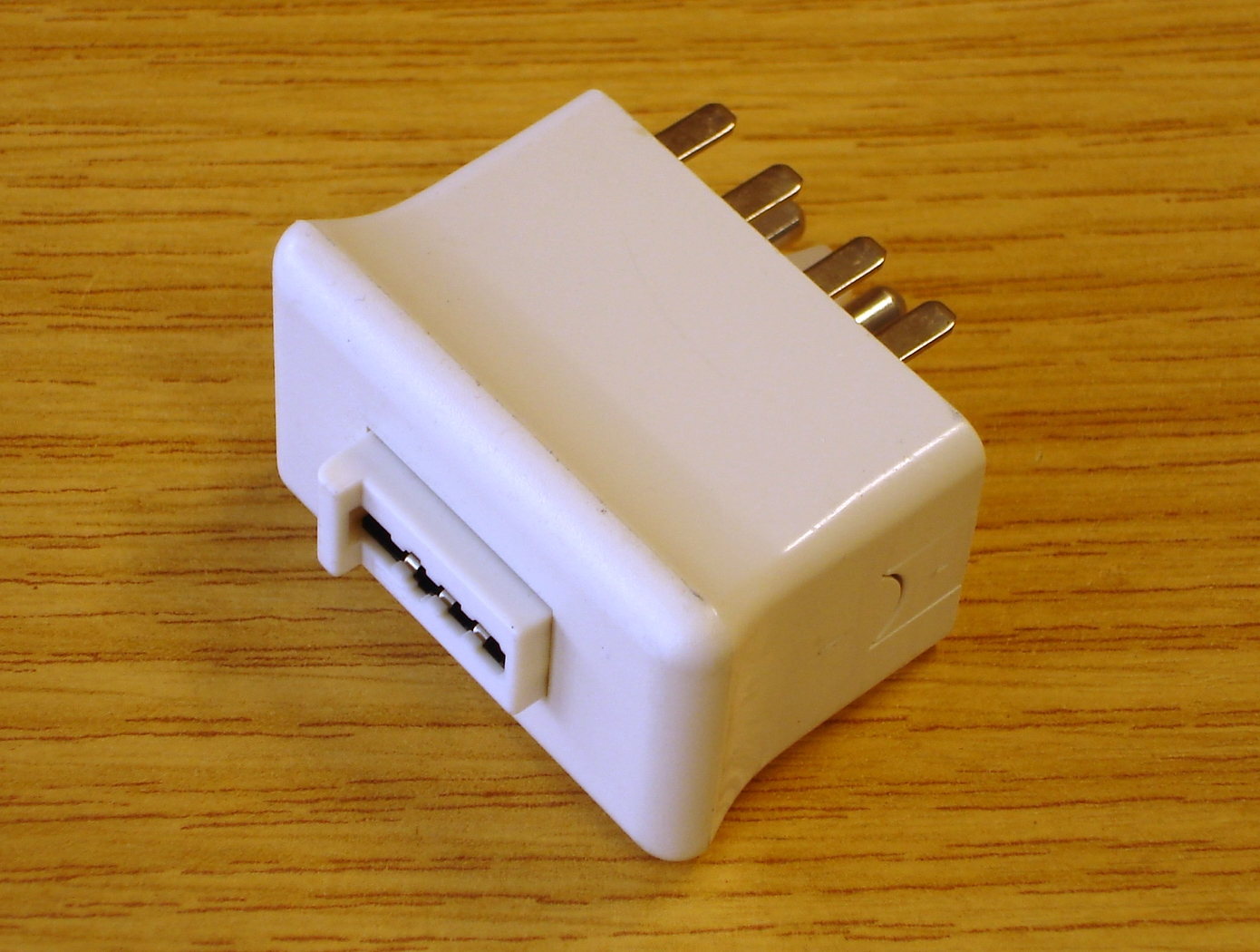
Nachfolger: Adapter ADo 8 auf TAE

### Kontaktbelegung

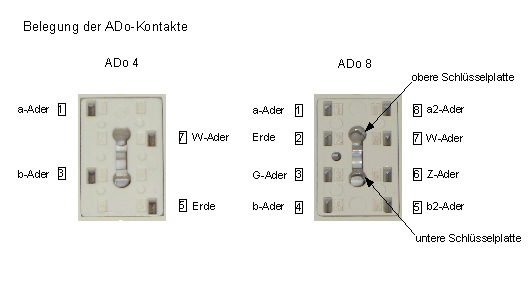
ADo-Kontaktbelegungen

| Kontakt | ADo 4    | ADo 8                                |
| ------- | -------- | ------------------------------------ |
| 1       | a-Ader   | a-Ader                               |
| 2       | unbelegt | Erde                                 |
| 3       | b-Ader   | G-Ader für externen Gebührenanzeiger |
| 4       | unbelegt | b-Ader                               |
| 5       | Erde     | b2-Ader                              |
| 6       | unbelegt | Z-Ader                               |
| 7       | W-Ader   | Anschluss für externen Wecker        |
| 8       | unbelegt | a2-Ader                              |

### Schlüsselstellung

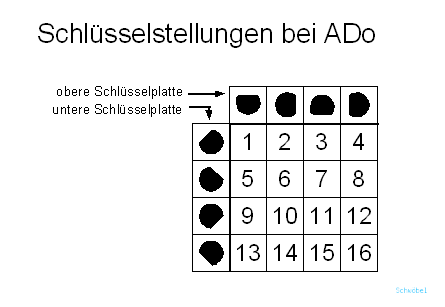
ADo Schlüsselstellungen

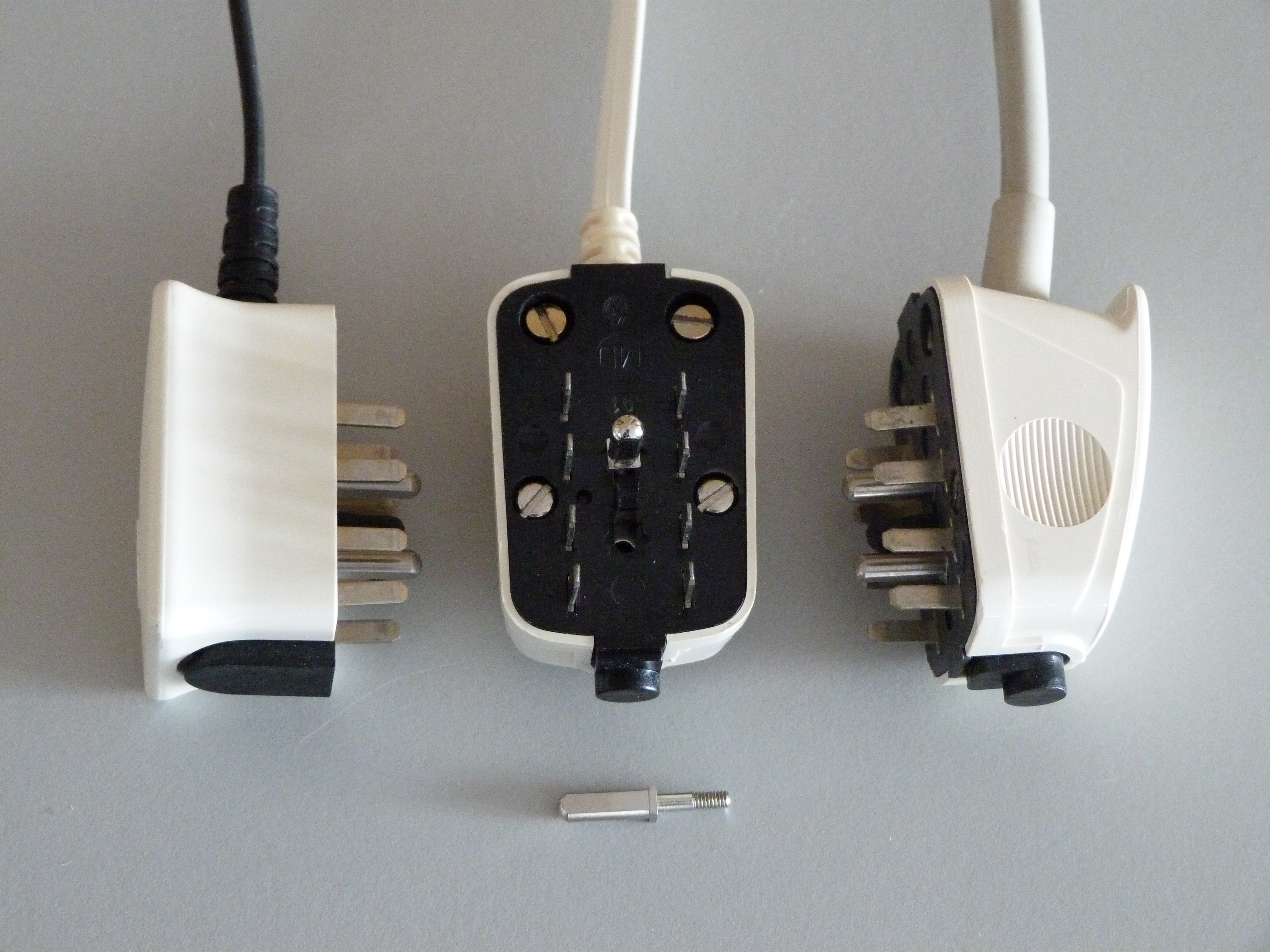
Verschiedene Bauformen, das mittlere Modell zeigt die Drehungsmöglichkeit um 45°

Der Deckel der ADo hat in der Mitte zwei Öffnungen, hinter denen sich jeweils eine sogenannte Schlüsselplatte befindet. Diese hat ein kreisförmiges Loch mit einer Abflachung. Die Schlüsselplatten bei ADo 4 sind mit den Abflachungen nach oben unveränderlich eingebaut. Bei ADo 8 können sie jeweils in 90°-Schritten gedreht eingesetzt werden. Damit können 16 verschiedene Schlüsselstellungen eingestellt werden. Am ADo-Stecker sind als Gegenstück zwei Schlüsselstifte vorhanden, die so eingesetzt sind, dass ihre Abflachungen zu den Schlüsselplatten der vorgesehenen Anschlussdose passen. Dadurch kann das falsche Einstecken des ADo-Steckers und das Einstecken falscher (nicht vorgesehener) Endgeräte verhindert werden. Es gibt auch ADo-8-Stecker mit einer Drehungsmöglichkeit um 45°, die ebenfalls bei der Deutschen Bundespost eingesetzt wurden.
Die Verwendung der Schlüsselstellungen war durch die Deutsche Bundespost vorgegeben:
- Schlüsselstellung 1 für Telefone, die anstatt an eine ADo 4 an eine ADo 8 angeschlossen werden.
- Schlüsselstellung 2 für private Zusatzeinrichtungen der Gruppe A (ZPrA)
- Schlüsselstellung 3 für private Zusatzeinrichtungen der Gruppe B (ZPrB)
- Die Schlüsselstellungen 4 bis 16 wurden für Zusatzeinrichtungen vom Fernmeldetechnischen Zentralamt (FTZ) vergeben:

| Schlüsselstellung | Anwendungsfall                                                                          |
| ----------------- | --------------------------------------------------------------------------------------- |
| 1                 | Sprechapparat (für Anschlussdosenanlage)                                                |
| 2                 | Rufnummerngeber, AWAG, Anschaltegerät für Tonreportage, Biophonarsender, Anrufverteiler |
| 3                 | Automatischer Anrufbeantworter, Freisprecher, Biophonarempfänger                        |
| 4                 | Faksimilegerät, Schreiber                                                               |
| 5                 | Störungsmelder, Messwertansagegerät                                                     |
| 6                 | Fernansage, Fernwirken, Fernmessen                                                      |
| 7                 | Automatischer Auskunftgeber                                                             |
| 8                 | Fernwirken, Fernmessen (digital)                                                        |
| 9                 | Rufnummerngeber mit Freisprecher                                                        |
| 10                | Telefax, Warnstellenapparate                                                            |
| 11                | Notrufmelder, private schnurlose Telefone und Multitel                                  |
| 12                | Bildsendegeräte                                                                         |
| 13                | Beschwerdeplätze mit automatischen Anrufbeantwortern                                    |
| 14                | Private Wiedergabegeräte für Anschlüsse mit Mehrfachzugang                              |
| 15                | Reihenapparat nach Ausstattung II                                                       |
| 16                | Gefahrenmeldeanlage vor Telefonanlage                                                   |

Die Schlüsselstifte wurden von den Herstellern bereits mit der jeweils vom FTZ zugelassenen Schlüsselstellung geliefert.

## ADo16
Etwa 1982 führte die Deutsche Bundespost für Sonderapparate, Fernsprechtischapparat mit Zusatzgerät A3, die 16-polige Anschlussdose „ADo 16“ ein, später wurde sie als „TAE 16“-Dose bezeichnet. Die „ADo 16“ wurde auch für Telefonanlagen verwendet.
Das Gegenstück zur „ADo 16“ war ein 16-poliger Stecker mit Sicherungshebel (ADoS 16), der etwa ab 1988 als „TAE 16“-Stecker bezeichnet wurde.

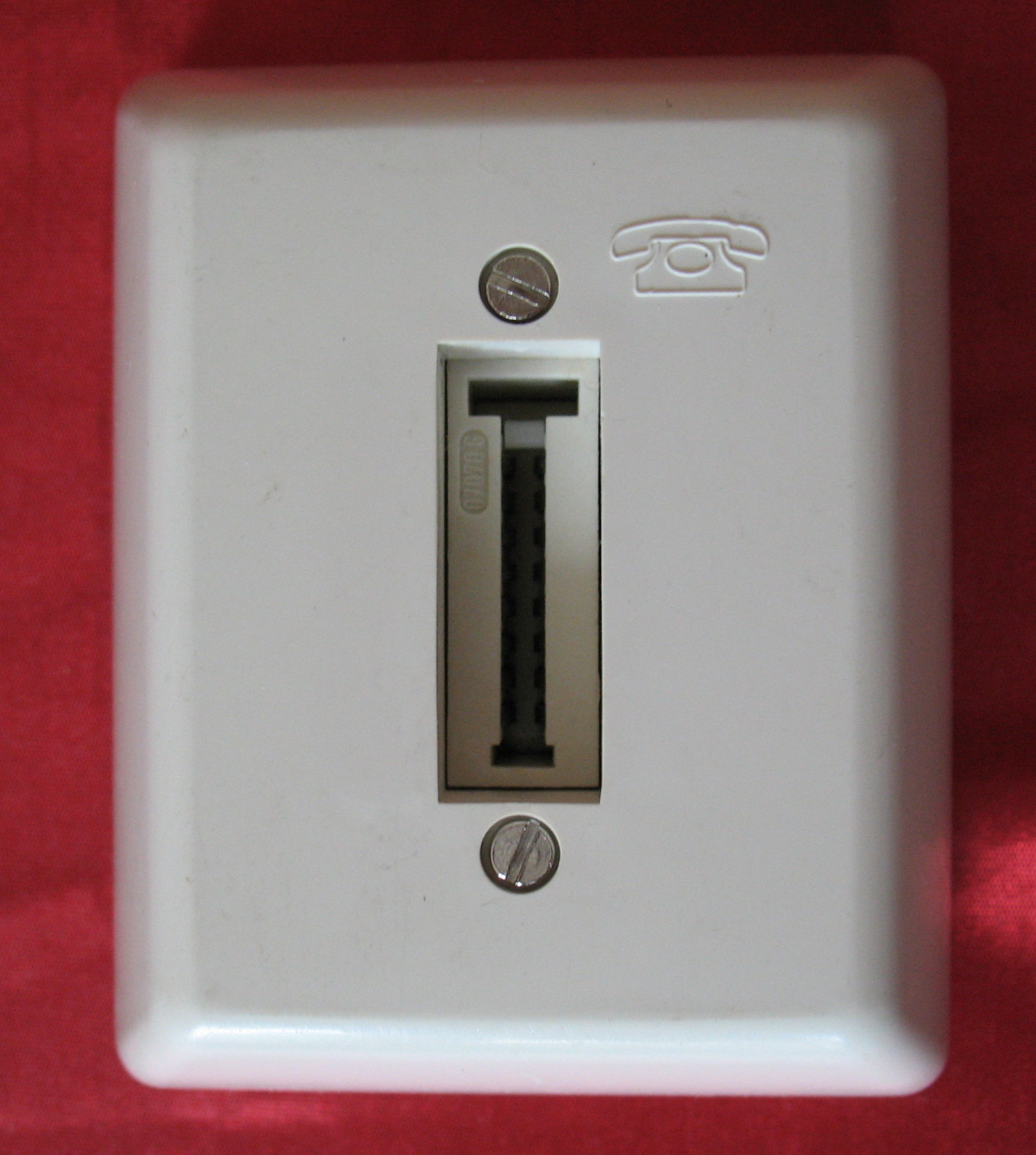
16-polige Anschlussdose „ADo 16“ als Aufputzausführung
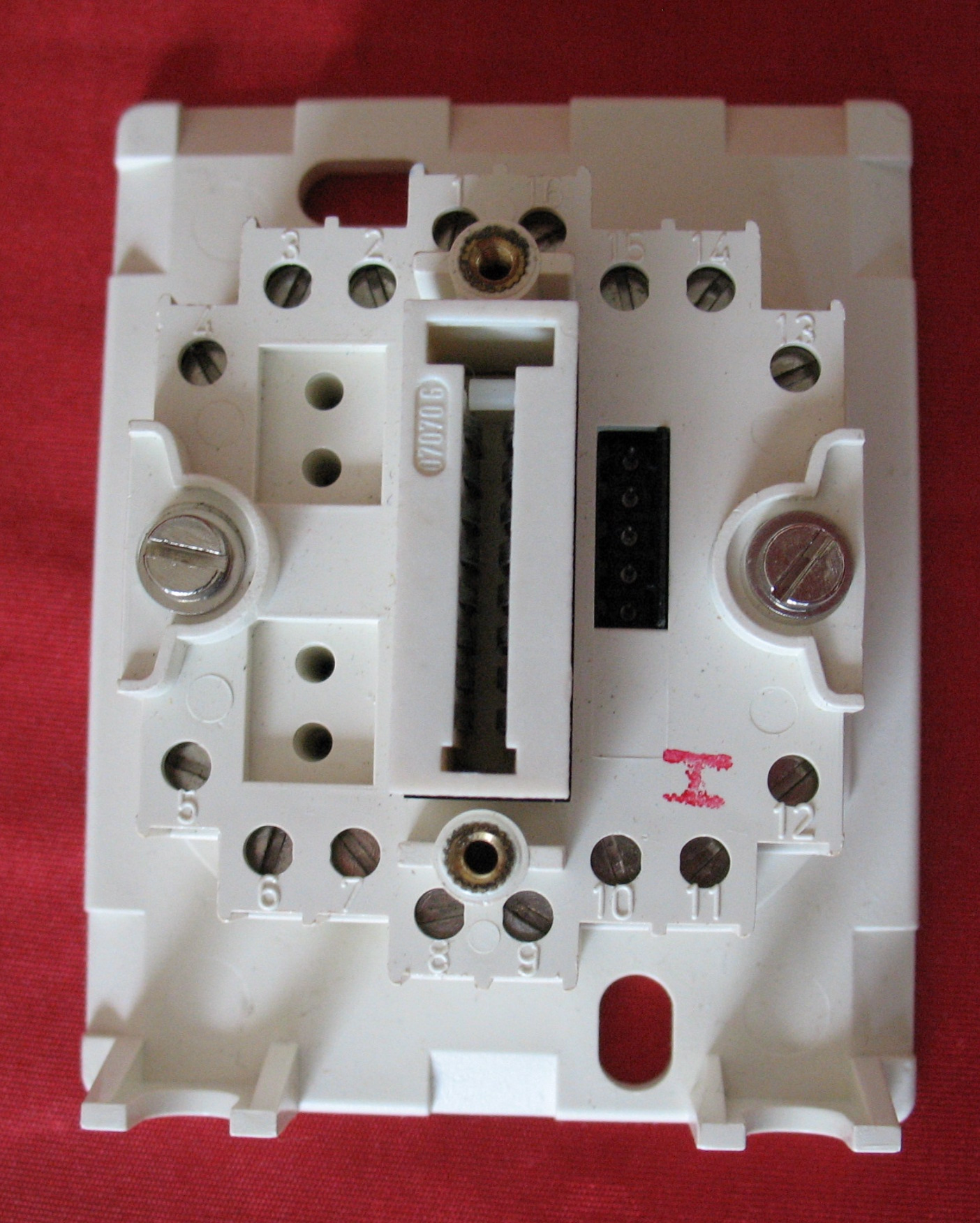
Geöffnete „ADo 16“
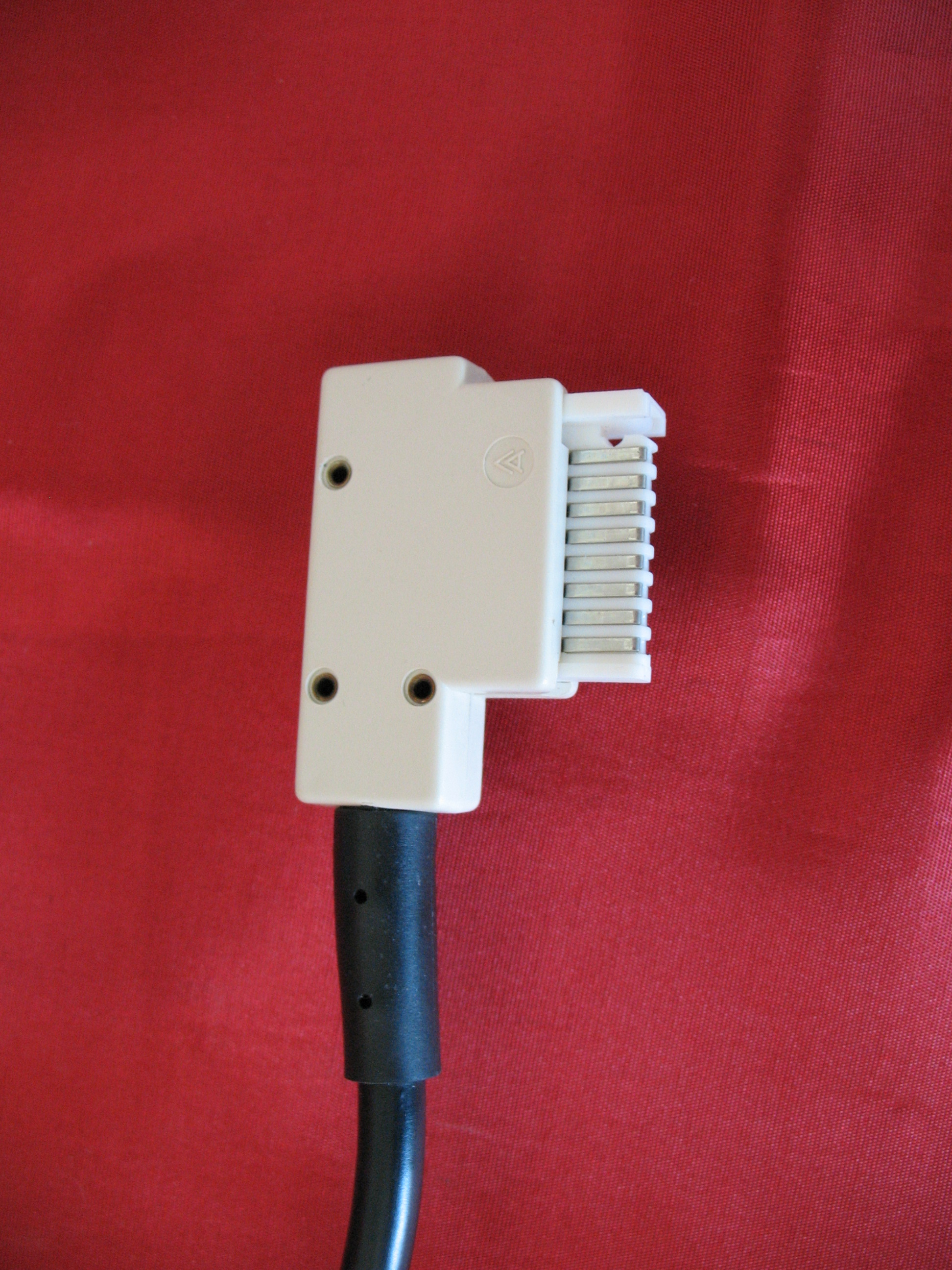
Ein „ADoS 16“ (TAE 16)-Stecker

### Kontaktbelegung ADo16
| Anschluss | Zuordnung    | Verwendung                                   |
| --------- | ------------ | -------------------------------------------- |
| 1         | Netzteil N5  | Nicht belegt, 10 Volt ~                      |
| 2         | Steuerader G | Steuerleitung von der Vorsatzgebührenanzeige |
| 3         | Leitung Lb   | Zuleitung Teilnehmeranschluss                |
| 4         | Leitung La   | Zuleitung Teilnehmeranschluss                |
| 5         | Wecker Wa    | Zweitwecker für Sprechstelle 1               |
| 6         | Wecker Wb    | Zweitwecker für Sprechstelle 1               |
| 7         | Leitung a2   | Anschluss für Sprechstelle 2                 |
| 8         | Leitung b2   | Anschluss für Sprechstelle 2                 |
| 9         | Leitung a3   | Anschluss für Sprechstelle 3                 |
| 10        | Leitung b3   | Anschluss für Sprechstelle 3                 |
| 11        | Leitung a4   | Anschluss für Sprechstelle 4                 |
| 12        | Leitung b4   | Anschluss für Sprechstelle 4                 |
| 13        | Netzteil N4  | Nicht belegt (10 Volt ~)                     |
| 14        | Netzteil N1  | zur Vorsatzgebührenanzeige (35 Volt ~)       |
| 15        | Netzteil N2  | Nicht belegt, 35 Volt ~                      |
| 16        | Netzteil N3  | Nicht belegt, 10 Volt ~                      |

## „telefon-bequem-system“
Das sogenannte „telefon-bequem-system“ war eine Sonderform einer Anschlussdosenanlage. Zum Aufbau wurden beispielsweise ein oder mehrere ADo 16, ADo 8 und VDo 4 und VDo 7 verwendet.
Die Sonderapparate des „telefon-bequem-system“ (A3-Schaltung/Zusatzgerät A3) verfügten über eine integrierte Elektronik, die es ermöglichte, bis zu vier Telefone an einer Teilnehmeranschlussleitung zu betreiben. Dieses Telefonsystem benötigte ein externes Netzteil, welches entweder an das Haupttelefon oder an die „ADo 16“-Dose angeschlossen wurde. Dafür verfügten beide über einen 5-poligen, „ASN“ genannten, Steckanschluss.
Die ersten Apparate des „telefon-bequem-system“ waren das „FeTAp 85“ mit Tastenwahlblock und das „FeTAp 89“ mit Nummernschalter. Es folgten 1987 das „FeTAp 96“ mit Nummernschalter und das „FeTAp 97 / 97a“ mit Tastenwahlblock.

## ADo5
Bei der Deutschen Post (DDR) wurde seit den 1970er Jahren alternativ zum festen Anschluss die ADo 5 installiert. Die Anschlussdose ist sechspolig (davon fünf Kontakte von außen steckbar) und wurde in Aufputz- und Unterputzversion gefertigt. Sie wurde entwickelt, um bei Störungen am Telefonapparat diesen einfacher tauschen zu können. Ebenso war eine Anschlussdosenanlage möglich. Über den Kontakt 6 in der Anschlussdose wurden weiterführende Drähte zu nachfolgenden Dosen beim Einstecken eines Telefons getrennt. Schaltungstechnisch gab es optional einen Leitungsabschluss bestehend aus Diode und Widerstand in Reihe geschaltet, der zwischen Klemme 3 und 6 geschaltet wurde. Damit sollten bei abgezogenem Telefonapparat weiterhin Messungen an der Teilnehmeranschlussleitung möglich sein. Im Falle der Anschlussdosenanlage wäre das Umstecken des Telefonapparates während eines Gesprächs möglich gewesen. Die Klemme 2 diente als Steuerader, wenn z. B. ein Anrufbeantworter genutzt wurde.

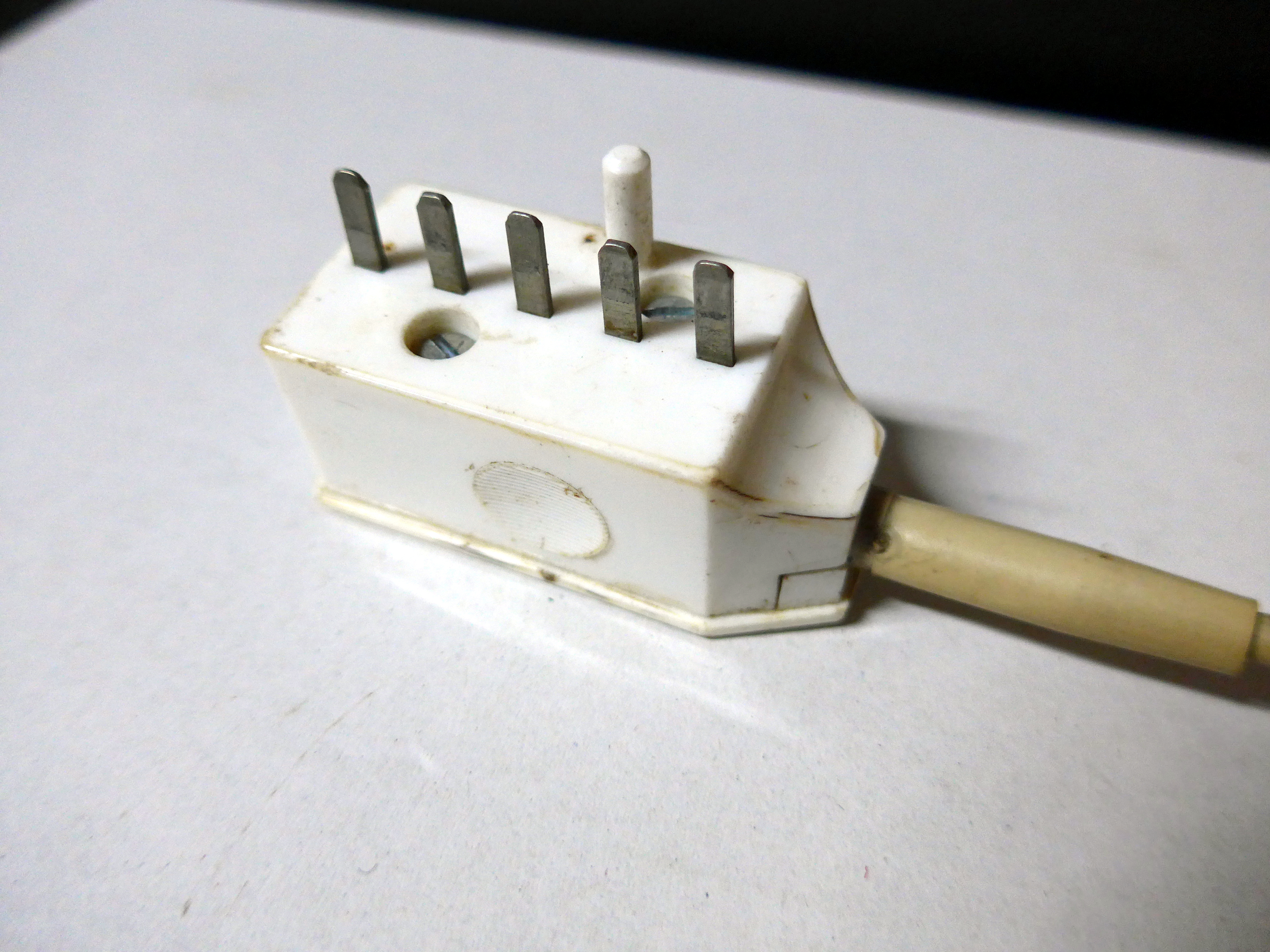
Stecker ADo 5
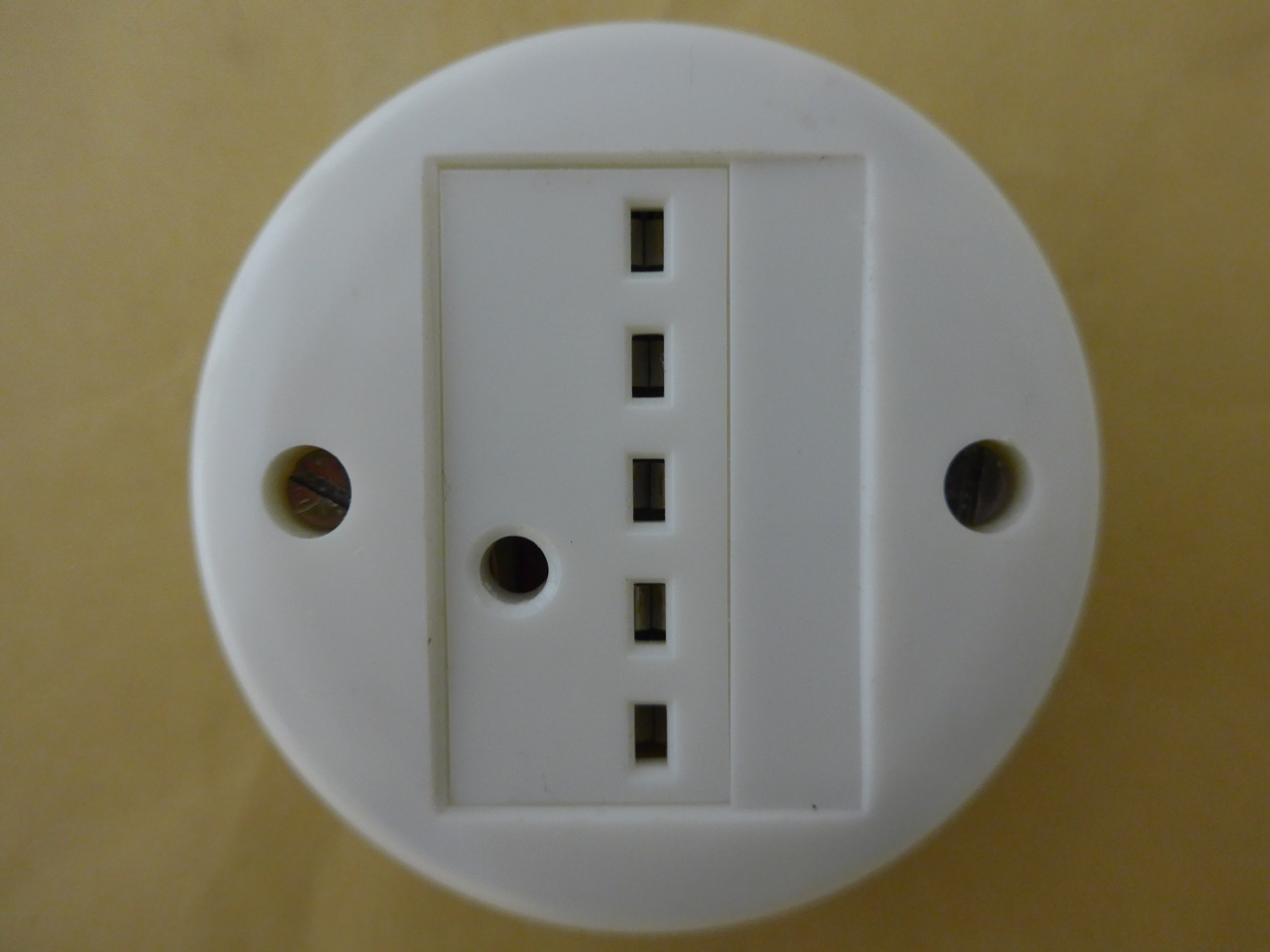
Anschlussdose ADo 5

### Kontaktbelegung ADo5
| Anschluss | Zuordnung     | Verwendung                                      |
| --------- | ------------- | ----------------------------------------------- |
| 1         | Leitung a     | Anschlussleitung a-Ader                         |
| 2         | Steuerader St | Steuerader, z. B. für Anrufbeantworter          |
| 3         | Leitung b     | Anschlussleitung b-Ader                         |
| 4         | Wecker W2     | Anschluss für einen Zusatzwecker                |
| 5         | Erde E        | Anschluss für Erdtaste                          |
| 6         | a1            | geschaltete Leitung a für nächste Anschlussdose |